# Kasper Pedersen (ishockeyspiller)
 For alternative betydninger, se Kasper Pedersen. (Se også artikler, som begynder med Kasper Pedersen)
Kasper Pedersen (født 2. marts 1984) er en dansk ishockeyspiller. Han er søn af den tidligere Rødovre spiller og danske legende Tommy Pedersen. Han spiller back for Rødovre Mighty Bulls efter en afstikker til Frederikshavn White Hawks. Kasper brugte sin ungdom i Rødovre hvor han debuterede i den danske liga i en tidlig alder, hvorefter han flyttet til Malmø (Sverige) for at spille et par kampe i den svenske Elite Junior Hockey League i sæsonen 2001-2002. Han var en af de regelmæssige spillere på det danske juniorlandshold. Han har spillet U18-VM to gange og U20-VM to gange (henholdsvis U20 C-VM og U20 B-VM) for Danmark. Han flyttede til Frederikshavn i sæsonen 2007-2008. I sæsonen 2007-2008's playoff udviklede han sig til en af de vigtigste forsvarsspillere i hele Frederikshavns sensationelle vej mod slutrunden, hvor holdet dog tabte til Herning Blue Fox.